# Mythic Entertainment
Mythic Entertainment (prije EA Mythic, Inc. i Interworld Productions) je proizvođač videoigara najpoznatiji po internetskoj MMORPG igri Dark Age of Camelot. Sjedište tvrtke je u gradu Fairfaxu, Virginia. Od osnutka tvrtke, sredinom 1990-ih, Mythic je najviše proizveo multiplayer online videoigre. 
Electronic Arts je 20. lipnja 2006. otkupio Mythic Entertainment i preimenovao tvrtku u EA Mythic. EA Mythic je 10. srpnja 2008. ime vratio u Mythic Entertainment. 24. lipnja 2009., najavljeno je da će se u sklopu restrukture Electronic Artsa spojiti podružnice Mythic Entertainment i BioWare u novu RPG/MMO tvrtku pod vodstvom BioWarova menadžera Dr. Raya Muzyke. Također je najvaljeno da je Mythicov menadžer Mark Jacobs napustio EA 23. lipnja 2009. i zamijenjen je s Robom Dentonom.

## Videoigre
- Dragon's Gate (1985.)
- Tempest (1991.)
- Castles II Online (1996.)
- Rolemaster: Magestorm (1996.)
- Splatterball (1996.)
- Invasion Earth (1997.)
- Darkness Falls (1997.)
- Rolemaster: Bladelands (1997.)
- Aliens Online (1998.)
- Starship Troopers: Battlespace (1998.)
- Godzilla Online (1998.)
- Silent Death: Online (1999.)
- Darkness Falls: The Crusade (1999.)
- Darkstorm: The Well of Souls (1999.)
- Spellbinder: The Nexus Conflict (1999.)
- Independence Day Online (2000.)
- Dark Age of Camelot (2001.)
- Imperator Online (otkazano, 2005.)
- Warhammer Online: Age of Reckoning (2008.)
- AO Game (2008.)

## Vanjske poveznice
- Službena stranica
- Centropolis Games  Arhivirana inačica izvorne stranice od 26. siječnja 2002. (Wayback Machine), informacije o strajim igrama Mythica
- Inc. 500 (2003)  Arhivirana inačica izvorne stranice od 15. rujna 2005. (Wayback Machine), profil Mythic Entertainmenta